# Liste der Naturschutzgebiete in Tschechien
Die Liste der Naturschutzgebiete in Tschechien umfasst gesetzlich besonders geschützte Natur- und Landschaftsschutzgebiete in Tschechien.

## Kategorien

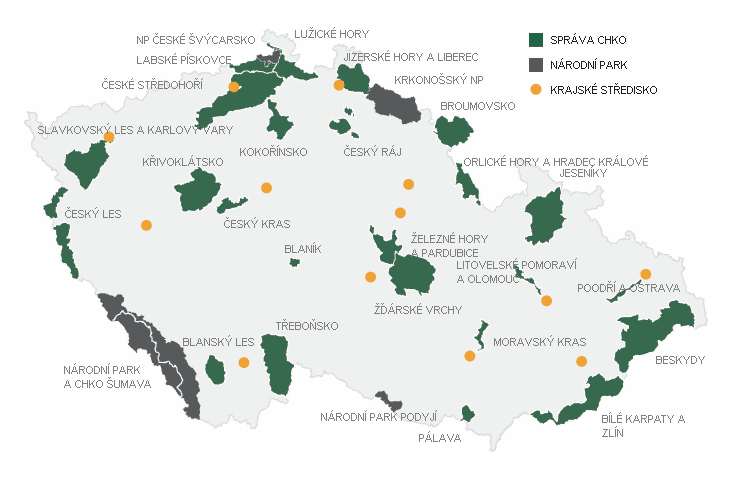
Nationalparks (grau) und Landschaftsschutzgebiete (grün) in Tschechien

Das „Gesetz zum Schutz der Natur und der Landschaft“ (114/1992) definiert sechs Kategorien besonders geschützter Gebiete und Landschaftselemente:
- Nationalpark (národní park (NP)): Ein weiträumiges Gebiet, das im nationalen oder internationalen Maßstab einzigartig ist. Es umfasst natürliche oder wenig durch den Menschen beeinflusste Ökosysteme von außerordentlichem Wert für Wissenschaft und Bildung.
- Landschaftsschutzgebiet (chráněná krajinná oblast (ChKO)): Ein weiträumiges Gebiet mit harmonisch geformter Landschaft, charakteristischem Relief und einem großen Anteil natürlicher Ökosysteme.
- Nationales Naturreservat (národní přírodní rezervace (NPR)): Ein kleineres Gebiet, dessen Ökosysteme im nationalen oder internationalen Maßstab bedeutend und einzigartig sind.
- Naturreservat (přírodní rezervace (PR)): Ein kleineres Gebiet, dessen Ökosysteme typisch und bedeutend für die jeweilige geographische Region sind.
- Nationales Naturdenkmal (národní přírodní památka (NPP)): Eine kleinere natürliche Formation mit nationaler oder internationaler ökologischer, wissenschaftlicher oder ästhetischer Bedeutung.
- Naturdenkmal (přírodní památka (PP)): Eine kleinere natürliche Formation mit regionaler ökologischer, wissenschaftlicher oder ästhetischer Bedeutung.

## Nationalparks
| \| \| |
|       |

|  |

## Landschaftsschutzgebiete –chráněná krajinná oblast (CHKO)
| \| \| |
|       |

|  |

| \| \| |
|       |

|  |

| \| \| |
|       |

|  |

| \| \| |
|       |

|  |

| \| \| |
|       |

|  |

| \| \| |
|       |

|  |

| \| \| |
|       |

|  |

| \| \| |
|       |

|  |

| \| \| |
|       |

|  |

| \| \| |
|       |

|  |

| \| \| |
|       |

|  |

| \| \| |
|       |

|  |

| \| \| |
|       |

|  |

| \| \| |
|       |

|  |

| \| \| |
|       |

|  |

| \| \| |
|       |

|  |

| \| \| |
|       |

|  |

| \| \| |
|       |

|  |

| \| \| |
|       |

|  |

| \| \| |
|       |

|  |

| \| \| |
|       |

|  |

| \| \| |
|       |

|  |

| \| \| |
|       |

|  |